# Mia Rainprechter
Mia Rainprechter (* 1998 in Regensburg) ist eine deutsche Schauspielerin in Film, Theater und Fernsehen.

## Leben
Mia Rainprechter ist in Regensburg in der Oberpfalz geboren und aufgewachsen. Erste Bühnenerfahrungen sammelte sie im Jugendclub des Theaters Regensburg und sammelte erste Filmerfahrungen. Von 2019 bis 2023 absolvierte sie ihr Schauspielstudium an der Filmuniversität Babelsberg Konrad Wolf.

## Karriere
Während ihres Studiums stand sie unter anderem mit der Rimini Produktion All right. Good night auf der Bühne, womit sie 2022 beim Theatertreffen waren und 2024 auf Gastspiele in Chile, Taiwan und den UK eingeladen sind. Das prämierte Theaterstück wurde 2022 mit dem Ensemble als Hörspiel produziert.
Weitere Auftritte hatte sie mit Theaterstücken bei den Studios Filmuniversität Babelsberg bei Maria Stuart, Die Schneekönigin, Rotterdam und Metamorphosen. Seit der Spielzeit 2022 bis heute ist sie beim Theater Magdeburg in der aktuellen Aufführung Jagdszenen, All right. Good night. und In einem tiefen, dunklen Wald … zu sehen.
Im Fernsehen wurde sie bekannt durch ihre Rolle als Hanna Riedle im Stuttgarter Tatort – Lass sie gehen und ihren Serienauftritten in SOKO Leipzig, SOKO Wismar und In aller Freundschaft – Die jungen Ärzte.

## Privatleben
Mia Rainprechter lebt in Berlin und Regensburg.

## Filmografie
- 2009: Bairisch pilgern (Kinofilm)
- 2015: Traumjob (Fernsehfilm)
- 2016: Entgleisung (Kurzfilm)
- 2016: Harald und Tine (Fernsehfilm)
- 2018: Abschied Berlin (Kinofilm)
- 2019: Liebesszenenseminar (Fernsehfilm)
- 2020: Lisett (Kurzfilm)
- 2020: this is not a porn (Kurzfilm)
- 2021: Jenseits der Spree (Fernsehserie)
- 2022: Gries (Fernsehfilm)
- 2022: Festgefahren (Fernsehfilm)
- 2023: Speed (Kurzfilm)
- 2024: SOKO Leipzig (Fernsehserie, 1 Episode)
- 2024: SOKO Wismar (Fernsehserie, 1 Episode)
- 2024: Tatort: Lass sie gehen (Fernsehreihe)

## Theater
Filmuniversität Babelsberg
- 2020: Maria Stuart, als Königin Elisabeth, Regie: Nico Holonics
- 2020: Einsame Menschen, als Anna Mahr, Regie: Eva Meckbach
- 2020: Rotterdam, als Fiona und Adrian, Regie: Eva Meckbach
- 2021: Sommernachtstraum, als Hermia, Regie: Florian Hertweck
- 2021: All right. Good night., als Hand/Sprecherin, Regie: Helgard Haug[11]
- 2021–2022: Metamorphosen, als Hulk, Regie: Kieran Joel

Theater Magdeburg
- 2022: Die Schneekönigin, als Schneekönigin Regie: Clara Weyde
- 2022: Gas, alsschwarzer Herr und Mädchen, Regie: Florian Fischer
- 2023: Jagdszenen, als Tonka, Regie: Julia Prechsl[12]

Theater Stuttgart
- seit 2023:  Metamorphosen, als Hulk[13]

## Hörspiel
- 2022: Helgard Haug: All right. Good night. Vom Verschwinden und Zurückbleiben – Regie: Helgard Haug (Original-Hörspiel – Helgard Haug, Auftragsproduktion vom WDR)
  - Auszeichnung: Hörspiel des Monats März 2022[14]
- 2023: Der Schwarm (Synchronisation)[15]
- 2024: Elisabeth Herrmann: Der Teepalast (7 Folgen) (Paula) – Bearbeitung und Regie: Wolfgang Seesko (Hörspielbearbeitung – Radio Bremen)[16]

## Auszeichnungen
- Förderpreis des BMBF & Preis der Studierenden beim Bundeswettbewerb deutschsprachiger Schauspielstudierender für „Metamorphosen“, Filmuniversität Konrad Wolf Babelsberg[17]